# Hadrodontes varanes
Hadrodontes varanes is een vlinder uit de familie van de Nymphalidae. De wetenschappelijke naam van de soort is voor het eerst geldig gepubliceerd in 1764 door Pieter Cramer.